# 梅園実清
梅園 実清（うめぞの さねきよ）は、江戸時代前期の公卿。官位は正三位・右兵衛督。梅園家初代当主。

## 概要
承応元年（1652年）には従三位に叙され公卿となった。明暦元年（1655年）には正三位・右兵衛督に叙任されている。寛文2年（1669年）6月25日に54歳で死去した。